# Rob Roos

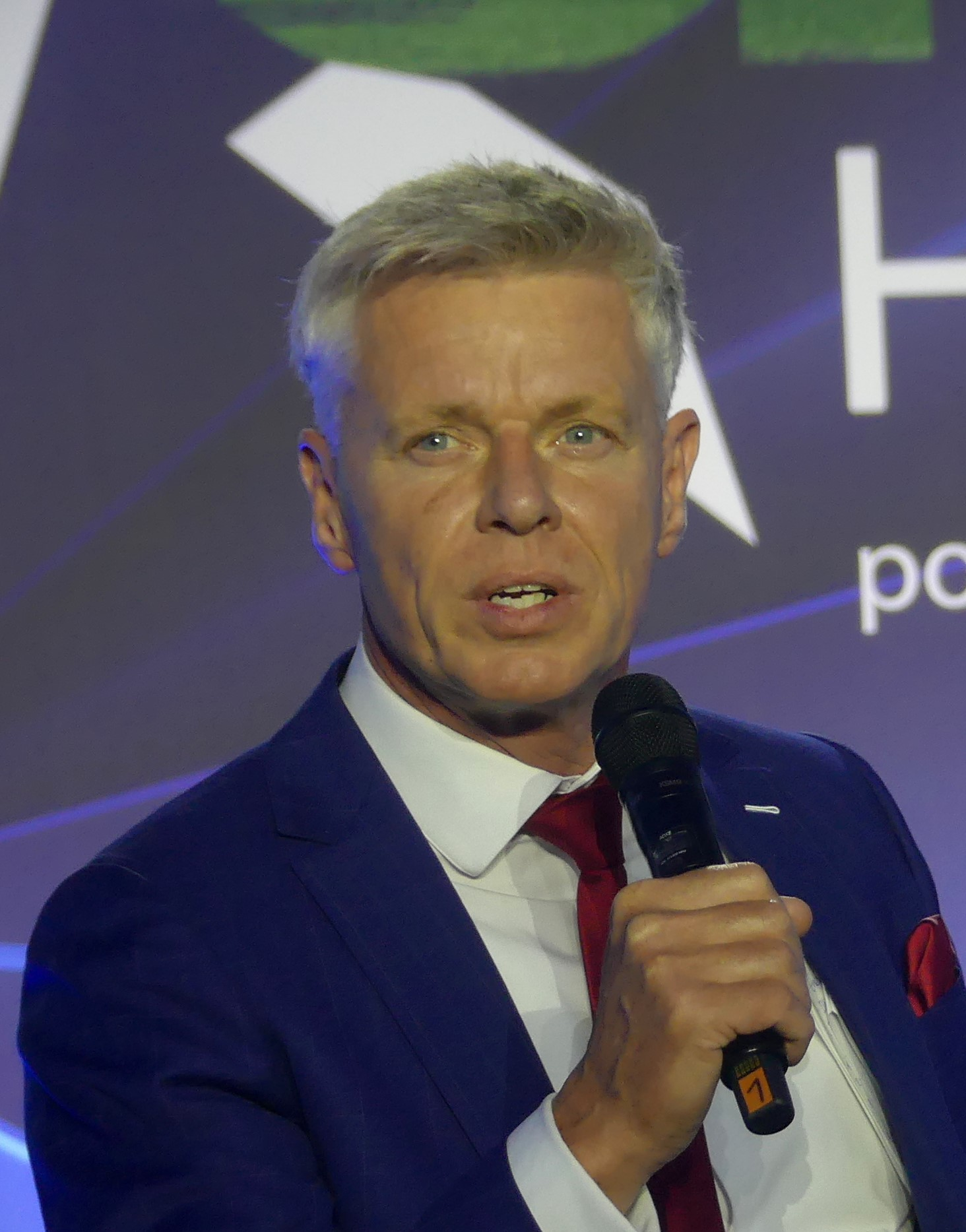
Rob Roos. CPAC Hungary 2023

Robert „Rob“ Roos (* 2. August 1966 in Rotterdam) ist ein niederländischer Politiker und derzeitiges Mitglied des Europäischen Parlaments (MdEP). Seit seinem Austritt aus dem Forum für Demokratie (FvD) im Jahr 2020 ist er Mitglied der politischen Partei JA21.

## Karriere
Roos arbeitete in der Telekommunikationsbranche, bevor er in der Politik aktiv wurde. Vom 28. März 2019 bis zum 4. September 2019 war er kurzzeitig Abgeordneter in den südholländischen Provinzen, wo er den Vorsitz der FvD-Fraktion innehatte. Bei der Provinzwahl 2019 war er lijsttrekker. Bei der Wahl zum Europäischen Parlament 2019 wurde er Zweiter auf der von Derk Jan Eppink angeführten Liste. Bei den Senatswahlen 2019 wurde er Dreizehnter auf der von Henk Otten geführten Liste.
Roos vertritt derzeit die JA21 in einem niederländischen Sitz im EU-Parlament. Er ist stellvertretender Vorsitzender der Fraktion der Europäische Konservative und Reformer.
Im Jahr 2023 nahm er an der zweiten Sitzung des Madrider Forums der rechtsextremen spanischen Partei Vox in Lima (Peru) teil.